# Amtsgericht Neustadt in Holstein
Das Amtsgericht Neustadt in Holstein war ein Gericht erster Instanz mit Sitz in Neustadt in Holstein.

## Geschichte
Mit der Annexion Schleswig-Holsteins wurden 1867 in der nunmehr preußischen Provinz fünf Kreisgerichte und das übergeordnete Appellationsgericht Kiel eingerichtet. Als Eingangsgerichte wurden Amtsgerichte geschaffen, darunter das Amtsgericht Neustadt in Holstein als eines von 16 Amtsgerichten des Kreisgerichts Kiel. Den Gerichtssprengel bildete die Stadt Neustadt, die Großherzoglich Oldenburgischen Fideikommissgüter Stendorf und Mönchneverstorf, die Stadtstiftsdörfer Bliestorf und Merkendorf, die adligen Güter Siershagen mit Mühlenkamp, Hasselburg (ohne die Enklave in Klein-Rönnau), Oevelgönne, Kniphagen, Brodau, Wintershagen und der Amts Cismarsche Hof Ruhleben. Mit dem Inkrafttreten des deutschen Gerichtsverfassungsgesetzes am 1. Oktober 1879 wurden reichsweit einheitlich Amts-, Land- und Oberlandesgerichte geschaffen. Das Amtsgericht Neustadt in Holstein blieb bestehen und war nun dem Landgericht Kiel nachgeordnet. Sein Gerichtsbezirk umfasste daraufhin aus dem Kreis Oldenburg in Holstein den Stadtbezirk Neustadt, die Gemeindebezirke Alt Rathjensdorf, Bentfeld, Bliesdorf, Cismar, Dahme, Gosdorf, Grömitz, Grube, Guttau, Kellenhusen, Klein Schlamin, Lenste, Marxdorf, Merkendorf, Nienhagen, Roge, Rütting, Sierksdorf, Suxdorf und Thomsdorf sowie die Gutsbezirke Brodau, Cismar (Forstgutsbezirk), Hasselburg, Klostersee, Kniphagen, Manhagen, Mönchneversdorf, Oevelgönne, Sievershagen, Sierhagen, Stendorf, Wahrendorf und Wintershagen. Am Gericht bestand 1880 eine Richterstelle. Das Amtsgericht war damit ein kleines Amtsgericht im Landgerichtsbezirk. Gerichtstage wurden in Cismar gehalten (das Amtsgericht Cismar war aufgehoben worden).
Mit dem Groß-Hamburg-Gesetz von 1937 wurde das Landgericht Lübeck für das Amtsgericht Neustadt in Holstein zuständig. Im Jahre 1978 wurde das Amtsgericht Neustadt in Holstein aufgehoben, und das Amtsgericht Oldenburg in Holstein übernahm seine Aufgaben.

## Amtsgerichtsgebäude
Das Amtsgericht in Neustadt in Holstein befand sich bis zum Jahr 1975 in der Lienaustraße 12. Nach einem Umbau hat in dem Gebäude heute das Polizeirevier Neustadt seinen Sitz. Das Gebäude steht unter Denkmalschutz.

## Quelle
- Landesarchiv Schleswig-Holstein – Beständeübersicht